# Бољи живот: Новогодишњи специјал
Бољи живот: Новогодишњи специјал је југословенски телевизијски филм из 1987. године. Режирали су га Андрија Ђукић и Михаило Вукобратовић, а сценарио је писао Синиша Павић у сарадњи са Љиљаном Павић.

## Радња
Попадићи и остали јунаци дочекују Нову годину.

## Улоге
| Глумац              | Улога                      |
| ------------------- | -------------------------- |
| Марко Николић       | Драгиша Попадић            |
| Светлана Бојковић   | Емилија Попадић            |
| Борис Комненић      | Александар Попадић         |
| Лидија Вукићевић    | Виолета Попадић            |
| Драган Бјелогрлић   | Слободан Попадић           |
| Предраг Лаковић     | Коста Павловић             |
| Бата Живојиновић    | Александар Костић „Мацола“ |
| Љубиша Самарџић     | Љубомир                    |
| Јосиф Татић         | Јатаганац                  |
| Јелица Сретеновић   | Ковиљка Станковић          |
| Воја Брајовић       | Душан Марковић             |
| Аљоша Вучковић      | Др Иво Лукшић              |
| Горица Поповић      | Дара                       |
| Оливера Марковић    | Буба                       |
| Љиљана Благојевић   | Бранка Павловић            |
| Мирослав Бијелић    | Мирко Павловић             |
| Љиљана Седлар       | Дуда Павловић              |
| Иван Бекјарев       | Стеван Курчубић            |
| Снежана Савић       | Нина Андрејевић            |
| Љиљана Лашић        | Лела Марковић              |
| Власта Велисављевић | магистар Ђорђевић          |
| Богдан Михаиловић   | саветник                   |
| Милка Газикаловић   | службеница                 |
| Мирко Буловић       | Биберовић                  |
| Зоран Бабић         | службеник                  |
| Енвер Петровци      | Флоријан Трајковић         |